# Cantonul Saint-Denis-5
Cantonul Saint-Denis-5 este un canton din arondismentul Saint-Denis, Réunion, Franța.